# کاتلین آسموند
کاتلین آسموند (انگلیسی: Kaetlyn Osmond؛ زادهٔ ۵ دسامبر ۱۹۹۵) اسکیت‌باز نمایشی اهل کانادا است.